# Charles His de Butenval
Charles Adrien His graaf de Butenval (Évreux, 3 juni 1809 - Bagnères-de-Bigorre, 15 maart 1883) was een Frans hoog ambtenaar, diplomaat en politicus ten tijde van het Tweede Franse Keizerrijk.

## Biografie
In de jaren 1850 was hij enige tijd de Franse ambassadeur in België. In deze hoedanigheid woonde hij op 5 april 1853 de eedaflegging bij van Leopold II in de Belgische Senaat als senator van rechtswege. Hij was tevens staatsraad in de Raad van State.
Op 4 november 1865 werd His de Butenval door keizer Napoleon III benoemd tot senator. Hij zou in de Senaat blijven zetelen tot de afkondiging van de Derde Franse Republiek op 4 september 1870.